# Букаево
Букаево — река в России, протекает по Карсунскому району Ульяновской области. Правый приток реки Букавы.

## География
Река берёт начало в лесу Дубрава. Течёт в северном направлении. Устье реки находится у села Сосновка в 17 км от устья Букавы. Длина реки составляет 14 км.

## Данные водного реестра
По данным государственного водного реестра России относится к Верхневолжскому бассейновому округу, водохозяйственный участок реки — Сура от Сурского гидроузла и до устья реки Алатырь, речной подбассейн реки — Сура. Речной бассейн реки — (Верхняя) Волга до Куйбышевского водохранилища (без бассейна Оки).
Код объекта в государственном водном реестре — 08010500312110000037309.